# Ruskołęki Stare (gromada)
Ruskołęki Stare – dawna gromada, czyli najmniejsza jednostka podziału terytorialnego Polskiej Rzeczypospolitej Ludowej w latach 1954–1972.
Gromady, z gromadzkimi radami narodowymi (GRN) jako organami władzy najniższego stopnia na wsi, funkcjonowały od reformy reorganizującej administrację wiejską przeprowadzonej jesienią 1954 do momentu ich zniesienia z dniem 1 stycznia 1973, tym samym wypierając organizację gminną w latach 1954–1972.
Gromadę Ruskołęki Stare z siedzibą GRN w Ruskołękach Starych (w obecnym brzmieniu Stara Ruskołęka) utworzono – jako jedną z 8759 gromad na obszarze Polski – w powiecie ostrowskim w woj. warszawskim, na mocy uchwały nr VI/10/11/54 WRN w Warszawie z dnia 5 października 1954. W skład jednostki weszły obszary dotychczasowych gromad Kowalówka, Króle Małe, Pęchratka, Ruskołęki Nowe, Ruskołęki Stare i Ruskołęki parcele ze zniesionej gminy Jasienica w tymże powiecie. Dla gromady ustalono 15 członków gromadzkiej rady narodowej.
31 grudnia 1959 z gromady Ruskołęki Stare wyłączono wsie Ruskołęki Nowe i Ruskołęki Parcele, włączając je do gromady Andrzejewo w tymże powiecie, po czym gromadę Ruskołęki Stare zniesiono a jej (pozostały) obszar włączono do gromady Jasienica tamże.